# Арчикой
Арчико́й (рос. Арчикой) — селище у складі Чернишевського району Забайкальського краю, Росія. Входить до складу Аксьоново-Зіловського міського поселення.

## Населення
Населення — 42 особи (2010; 39 у 2002).
Національний склад (станом на 2002 рік):
- росіяни — 90 %